# Deutsche Messe (Schubert)

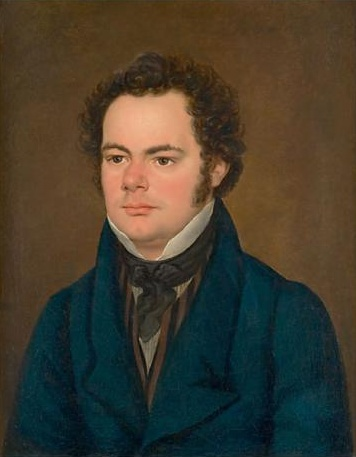
Retrat de Franz Schubert per Franz Eybl (1827)

Deutsche Messe (Missa alemanya), D 872, és una missa composta per Franz Schubert dins 1827. El seu text no és el text litúrgic llatí, sinó una seqüència de poemes en alemany elaborada per Johann Philipp Neumann qui li va encarregar l'obra a Schubert. Originalment, està instrumentada per a cor de SATB, 2 oboès, 2 clarinets, 2 fagots, 2 trompes, 2 trompetes, 3 trombons, timbales i basso continuo. És coneguda també com a Gesänge zur Feier des heiligen Opfers der Messe ("Cançons per a la celebració del sagrat ofertori de la Missa"), i la "Missa del Vent" a causa de la seva orquestració principalment amb instruments de vent.

## Context
La Deutsche Messe segueix la tradició de les misses baixes (o ''missa lecta''), elaborades a partir de textos religiosos en llengües vernacles a Àustria i al sud d'Alemanya. Aquesta obra fou un encàrrec de Johann Philipp Neumann, que estava interessat en una música senzilla dissenyada per atreure a "una congregació el més ampla possible". Neumann va escriure els himnes alemanys, el qual Schubert musicà amb bloc d'acords, en un estil homofònic, adequat per al cant litúrgic. Schubert va començar la composició el desembre de 1826, i la completà i publicà l'any 1827. Neumann, anteriorment, havia escrit el libretto de l'òpera inacabada de Schubert, Shakuntala.
Schubert volia fer un servei per a l'església catòlica. Tanmateix, la censura ho va impedir; una desautoritzada traducció alemanya de la missa, no podria ser aprovada per a un ús litúrgic. L'obra, però, va aconseguir popularitat i amb el temps ha estat traduïda a altres llengües.

## Estructura
L'obra consta de nou moviments, incloent vuit himnes i un apèndix. La major part de la missa té la indicació de tempo moderat ("mäßig") i lent ("langsam"), que reflecteix la solemnitat de l'acte així com té en compte l'acústica de l'església.
Cadascun dels himnes té un contrapartida en la ordinari de la missa llatina. La durada d'una interpretació habitual de l'obra és d'uns 40 minuts, si s'interpreten totes les estrofes.
1. Zum Eingang (Introit) Mäßig, fa major, compàs 4/4
2. Zum Gloria Mit Majestät, si♭ major, compàs 4/4
3. Zum Evangelium und Credo Nicht zu langsam, sol major, 6/8
4. Zum Offertorium Sehr langsam, do major, 3/4
5. Zum Sanctus Sehr langsam, mi♭ major, 3/4
6. Nach der Wandlung (Després de la consagració) Sehr langsam, sol major, compàs 4/4
7. Zum Agnus Dei Mäßig, si♭ major, 6/8
8. Schlußgesang (Himne recessional) Nicht zu langsam, fa major, 3/4
9. Anhang (Apèndix): Das Gebet des Herrn (l'oració del Senyor) Mäßig, mi menor acabant en el paral·lel major, 6/8